# Pollock (Film)
Pollock ist eine US-amerikanische Biografie des amerikanischen Malers Jackson Pollock aus dem Jahr 2000. Regie führte der Hauptdarsteller Ed Harris.

## Handlung
Jackson Pollock, ein verbitterter amerikanischer Maler, lernt 1941 auf einer Vernissage die Jungkünstlerin Lee Krasner kennen. Die junge Frau interessiert sich für den Maler und für seine Werke. Sie werden ein Paar. Als Lee das überragende Talent, über das Jackson verfügt, bemerkt, vernachlässigt sie für ihn ihre eigene Karriere, um ihn zu unterstützen. Peggy Guggenheim erklärt sich bereit, Pollocks Werke in ihrer Galerie Art of This Century in Manhattan auszustellen. Die Ausstellung ist ein voller Erfolg, Pollocks Name ist in aller Munde. Das Life Magazine bezeichnet ihn sogar als einen der wichtigsten Künstler der Welt. Doch der Ruhm steigt Pollock bald zu Kopf. Schon vorher dem Alkohol nicht abgeneigt, trinkt er nun bis zum Exzess. Seine Frauengeschichten – unter anderem mit Peggy Guggenheim – zerstören seine Beziehung zu Lee.

## Hintergrund
Die Hauptrollen des Films sollten eigentlich Robert De Niro und Barbra Streisand übernehmen.
Der Film ist die erste Regiearbeit des Schauspielers Ed Harris. Die Doppelbelastung als Regisseur und Hauptdarsteller war so ungewohnt und groß, dass er einen Kollaps erlitt und kurze Zeit ins Krankenhaus musste. Harris bekam ein Buch über Pollock geschenkt. Seit dem Zeitpunkt war Harris von dem Maler fasziniert.
Das Titelbild der Life-Ausgabe mit Pollock zeigt Debbie Reynolds, die einen Cameo-Auftritt im Film hat. Das Titelblatt vom 8. August 1949, das im Film benutzt wird, ist echt, die Seiten mit dem Artikel über Pollock waren Reproduktionen mit dem Gesicht von Harris.

## Synchronisation
| Rolle             | Schauspieler      | Synchronsprecher         |
| ----------------- | ----------------- | ------------------------ |
| Jackson Pollock   | Ed Harris         | Wolfgang Condrus         |
| Lee Krasner       | Marcia Gay Harden | Martina Treger           |
| Tony Smith        | John Heard        | Hans-Jürgen Wolf         |
| Willem De Kooning | Val Kilmer        | Torsten Sense            |
| Ruth Kligman      | Jennifer Connelly | Claudia Urbschat-Mingues |
| Alfonso Ossario   | Eduardo Machado   | Frank Ciazynski          |
| Clement Greenberg | Jeffrey Tambor    | Gert Haucke              |
| Barbara Kadish    | Katherine Wallach | Karin Grüger             |
| Peggy Guggenheim  | Amy Madigan       | Karin David              |
| Charles Pollock   | David Leary       | Jan Spitzer              |
| Sande Pollock     | Robert Knott      | Erich Räuker             |
| Stella Pollock    | Sada Thompson     | Christel Merian          |

## Kritiken
Für den film-dienst war der Film „ein ebenso interessanter wie unterhaltender Film, der nicht nur ein wichtiges Kapitel amerikanischer Kunstgeschichte vermittelt, sondern zugleich die Mechanismen der Kunstszene durchleuchtet und Einblicke in eine intensiv gelebte Liebes- und Arbeitsbeziehung gewährt“.

## Auszeichnungen
- 2001: Oscar in der Kategorie Beste Nebendarstellerin (Harden) und eine Nominierung in der Kategorie Bester Hauptdarsteller (Harris)
- 2000: New York Film Critics Circle Award für Harden